# Allobates trilineatus
Allobates trilineatus (Boulenger, 1884) è un anfibio anuro appartenente alla famiglia degli Aromobatidi.

## Etimologia
L'epiteto specifico, dal latino tri (tre o triplo) e lineatus (striscia),  è stato dato in riferimento alla sua livrea.

## Distribuzione e habitat
Questa specie si trova in Perù, nelle regioni di Loreto, di Amazonas, di Ucayali, di Huánuco, di Madre de Dios e Puno;
in Bolivia, nei dipartimenti di La Paz, Pando, Cochabamba, Beni e Santa Cruz.
La sua presenza in Colombia, nei dipartimenti di Putumayo e Amazonas e in Brasile è incerta. Si trova tra 100 e 250 m di altezza.

## Tassonomia
Secondo Morales (2002) le popolazioni dell'Ecuador, osservate nelle province di Pastaza, Orellana e Sucumbíos, appartengono ad un'altra specie.